# Anatidae
Las anátidas (Anatidae, del latín anas "ánade" y el griego ἰδ- id- "aspecto") son una familia de aves del orden de las Anseriformes. Las anátidas son aves usualmente migradoras que suelen vivir en las proximidades del agua; una de sus adaptaciones al medio acuático hace que sean palmípedas.
Entre las muy diversas especies de esta familia (aproximadamente ciento cincuenta especies) se encuentran los ánades o patos; las ocas, gansos o ánsares; las yaguasas, los cisnes, las serretas, los eideres, las barnaclas, los cauquenes, los porrones y los tarros.
En eras modernas su distribución natural abarca prácticamente todo el planeta Tierra, a excepción (salvo casos ocasionales) de la Antártida.

## Descripción y ecología
Los patos, gansos y cisnes son aves de tamaño pequeño a grande con un cuerpo general amplio y alargado. Las especies buceadoras se diferencian de estos en ser más redondas. Varían en tamaño desde el gansito asiático, con tan solo 26.5 cm y 164 g, hasta el cisne trompetero, con hasta 183 cm y 17.2 kg. La anátida más grande jamás conocida es la extinta no voladora Garganornis ballmanni con un peso de 22 kg.
Las alas son cortas y puntiagudas, y están sostenidas por fuertes músculos alares que generan rápidos batidos en vuelo. Por lo general, tienen cuellos largos, aunque esto varía en grado según la especie. Las patas son cortas, fuertes y están situadas muy hacia la parte posterior del cuerpo (más en las especies más acuáticas) y tienen un tacto coriáceo con una textura escamosa. Combinado con la forma de su cuerpo, esto puede hacer que algunas especies maniobren incómodas en tierra, pero son caminantes más fuertes que otras aves marinas y acuáticas como los podicipédidos o la orden Procellariiformes.
Generalmente tienen patas palmeadas, aunque algunas especies, como el ganso nené, han perdido sus membranas de forma secundaria. Estos miembros están hechos de queratina suave con una capa fina y sensible de piel en la parte superior. Para la mayoría de especies, la forma del pico tiende a ser más aplanada en mayor o menor medida. Estos contienen láminas dentadas que están particularmente bien definidas en las especies que se alimentan por filtración.

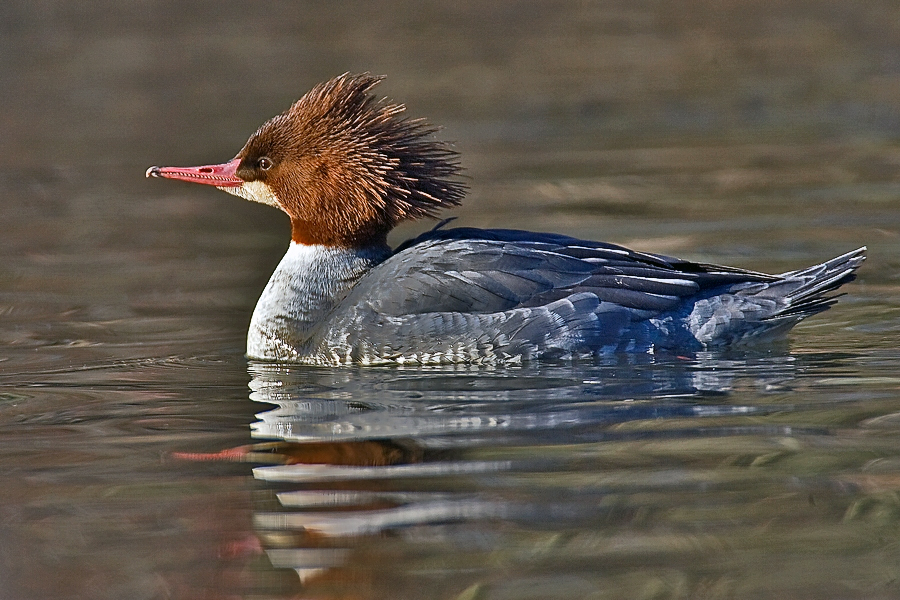
Serreta grande (Mergus merganser).

Sus plumas son excelentes para eliminar el agua gracias a aceites especiales. Muchos de los patos muestran dimorfismo sexual, siendo los machos de colores más brillantes que las hembras (aunque la situación es inversa en especies como el tarro maorí). Los cisnes, gansos y patos silbadores carecen de plumaje sexualmente dimórfico. Las anátidas son aves vocales que producen una variedad de graznidos, bocinazos, chirridos y trompeteos, según la especie; la hembra suele tener una voz más grave que la del macho.
Las anátidas son generalmente herbívoras en la edad adulta y se alimentan de diversas plantas acuáticas, aunque algunas especies también comen peces, moluscos o artrópodos acuáticos. Un grupo, las serretas, es principalmente piscívoro y presenta picos dentados para ayudarles a pescar. En varias especies, los jóvenes incluyen una alta proporción de invertebrados en su dieta, pero se vuelven puramente herbívoros cuando son adultos.

## Hábitat
La distribución de la familia es global, con excepción de la región antártica. Pueblan entornos acuáticos naturales y artificiales como lagos, estanques, arroyos, ríos y marismas. Ciertos taxones habitan zonas marina incluso fuera de la temporada reproductiva. Ciertas especies son agresivamente territoriales, mientras que otras anidan agrupadas en colonias. Estas suelen ser de tamaño pequeño, desde varias docenas hasta más de cien parejas.

## Cría

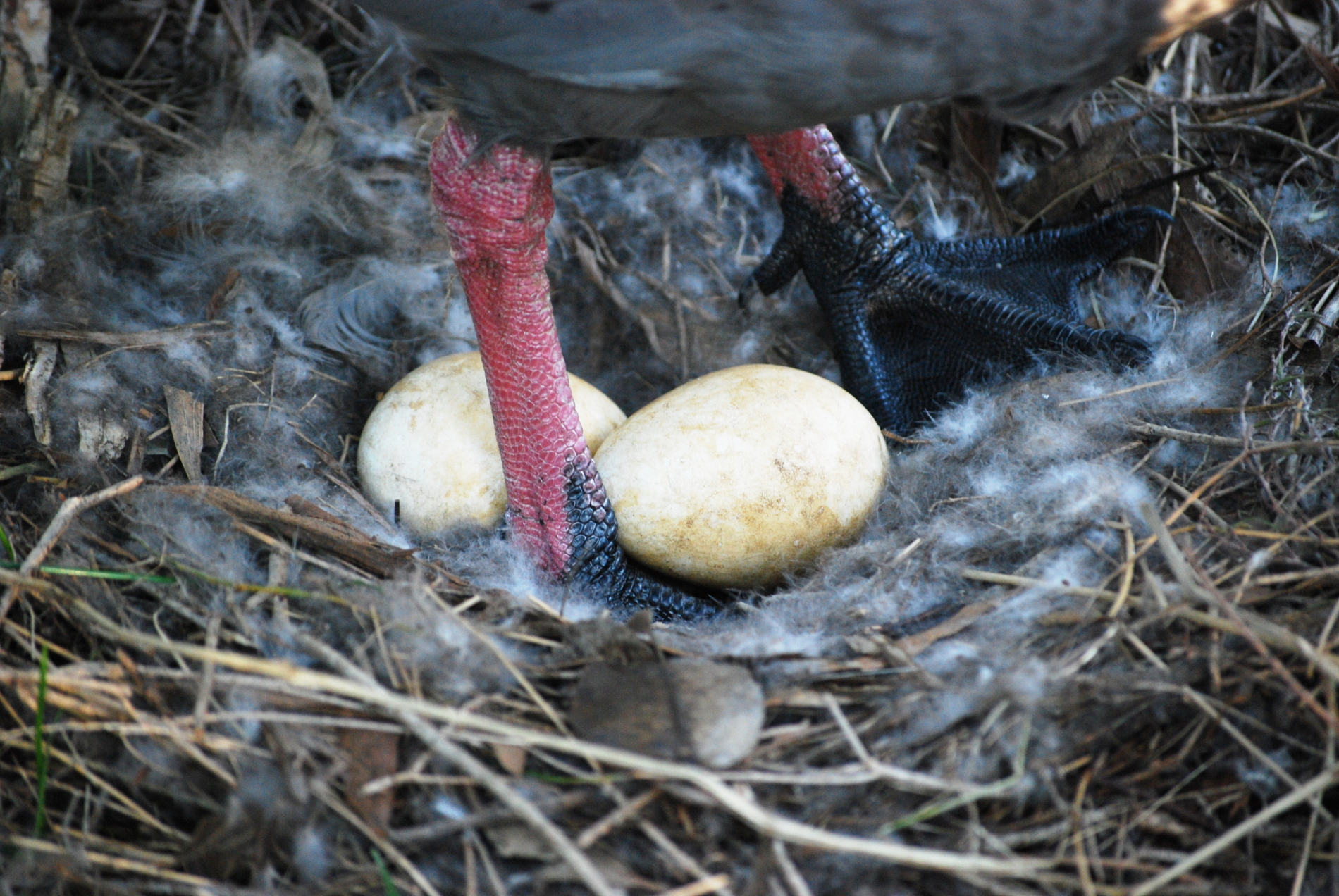
Un nido de Cereopsis novaehollandiae.

Las anátidas son generalmente reproductoras estacionales y monógamas. El nivel de monogamia varía dentro de la familia; muchos de los patos más pequeños solo mantienen el vínculo durante una sola temporada y encuentran una nueva pareja al año siguiente, mientras que los cisnes, gansos y algunos de los patos más territoriales mantienen vínculos de pareja durante varios años, e incluso de por vida en algunos casos. Sin embargo, la cópula extrapareja forzada entre anátidas es común y ocurre en cincuenta y cinco especies en diecisiete géneros.
Anatidae representa una gran proporción del 3 % de las especies de aves que poseen pene, aunque varían significativamente en tamaño, forma y textura de la superficie. La mayoría de las especies están adaptadas para copular únicamente en el agua. Construyen nidos sencillos con cualquier material que tengan a mano, a menudo forrándolos con una capa de plumón arrancado del pecho de la madre. En la mayoría de las especies, solo la hembra incuba los huevos. Las crías son precoces y son capaces de alimentarse por sí mismas desde que nacen.
La familia se reproduce de forma estacional; pese a todo, algunos taxones mantienen territorios todo el año. Las zonas de anidación varían desde pequeñas hendiduras en la tierra, montículos de vegetales en el suelo o el agua o agujeros en los árboles. Para elaborar los nidos utilizan vegetación y plumas. La puesta varía de cuatro a trece huevos, con un intervalo de puesta de veinticuatro horas. En algunas especies las hembras depositan huevos en nidos ajenos. Otros taxones son parásitos y ponen huevos en nidos de otras especies.

## Comportamiento social
Muchas especies de anátidas son migratorias, sin embargo, en el caso de los taxones tropicales y subtropicales, la mayoría permanecen cerca de sus zonas de reproducción durante la temporada no reproductiva. Suelen formar bandadas, que cumplen la función de protección frente a los depredadores y facilitan la localización de fuentes de alimento. Las bandadas pueden ser mixtas o monotípicas.
El tamaño de los grupos varía desde unos pocos individuos a varios cientos de miles. Las anátidas son socialmente activas mientras se alimentan, se posan y migran. Dentro de los grupos se da con frecuencia la formación de parejas y el cortejo. Las bandadas se componen en su mayoría fuera de la temporada de reproducción, aunque algunas especies son coloniales. Otros taxones permanecen en grupos familiares cohesionados durante todo el año.

## Caza
Los patos siempre han sido cazados por su carne. La caza con lanza de patos rabudos se puede encontrar representada en dibujos murales del antiguo Egipto. La dificultad de cazar aves acuáticas voladoras sin armas de fuego llevó al desarrollo de trampas con cebo. la más conocida es la litera de pato, que fue común hasta principios del siglo XX. Aquí se utilizó un señuelo para atraer a los patos a una trampa. A menudo intervenía un perro entrenado para atraer a los patos. Aquí los cazadores aprovecharon el comportamiento de los patos para atacar en grupo a un supuesto enemigo. Hoy en día, este tipo de trampas rara vez se utilizan. La caza con armas de fuego todavía se practica ampliamente, pero más por tradición que por una necesidad de procurar alimento.

## Clasificación
Previamente dividida en seis subfamilias, recientes estudios anatómicos llevados a cabo por Livezey (1986) mostraron que la familia Anatidae se divide en nueve subfamilias, que se listan a continuación. En esta clasificación se ha seguido la de Madge & Burn.[cita requerida]

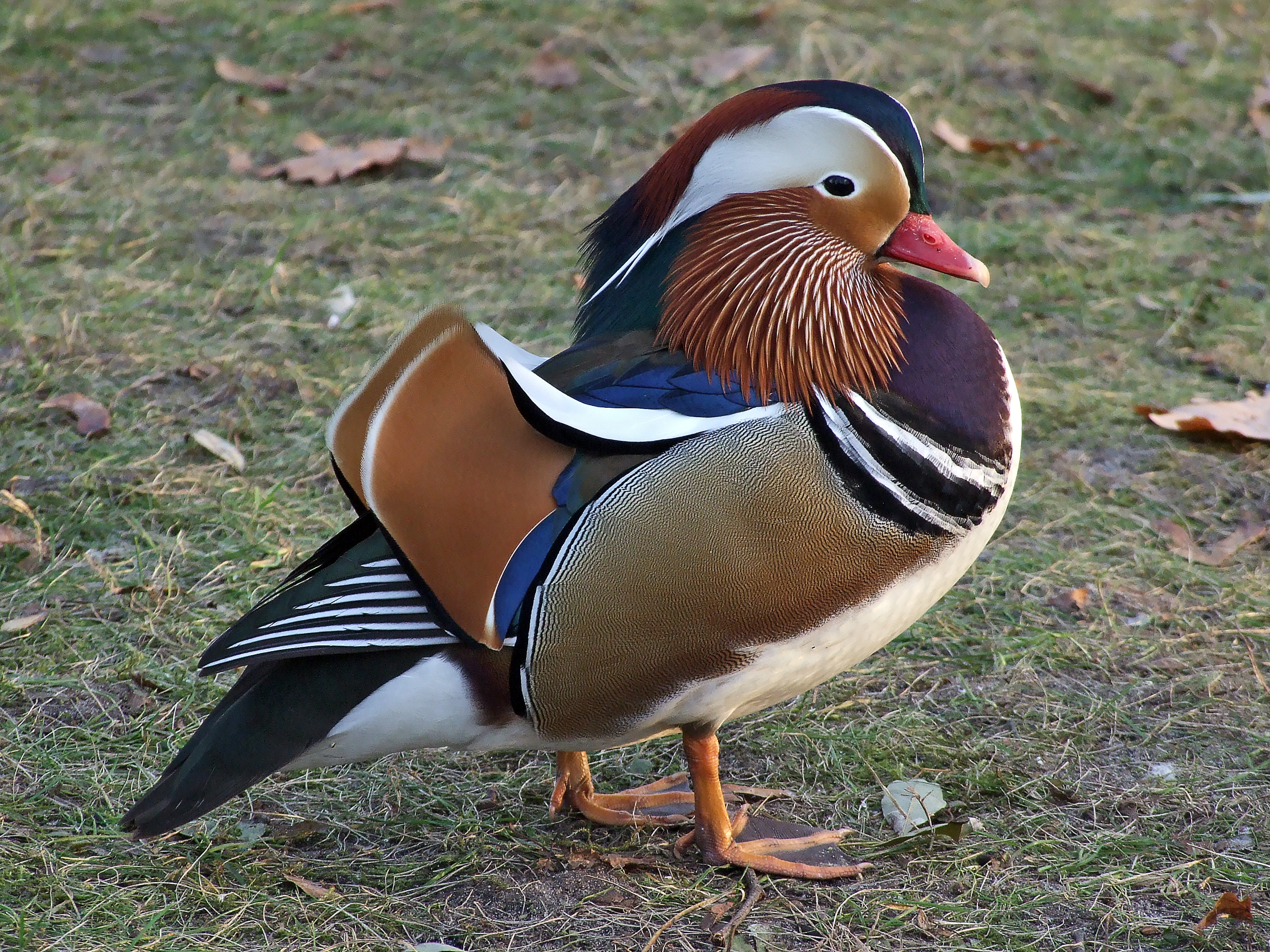
Pato mandarín (Aix galericulata).

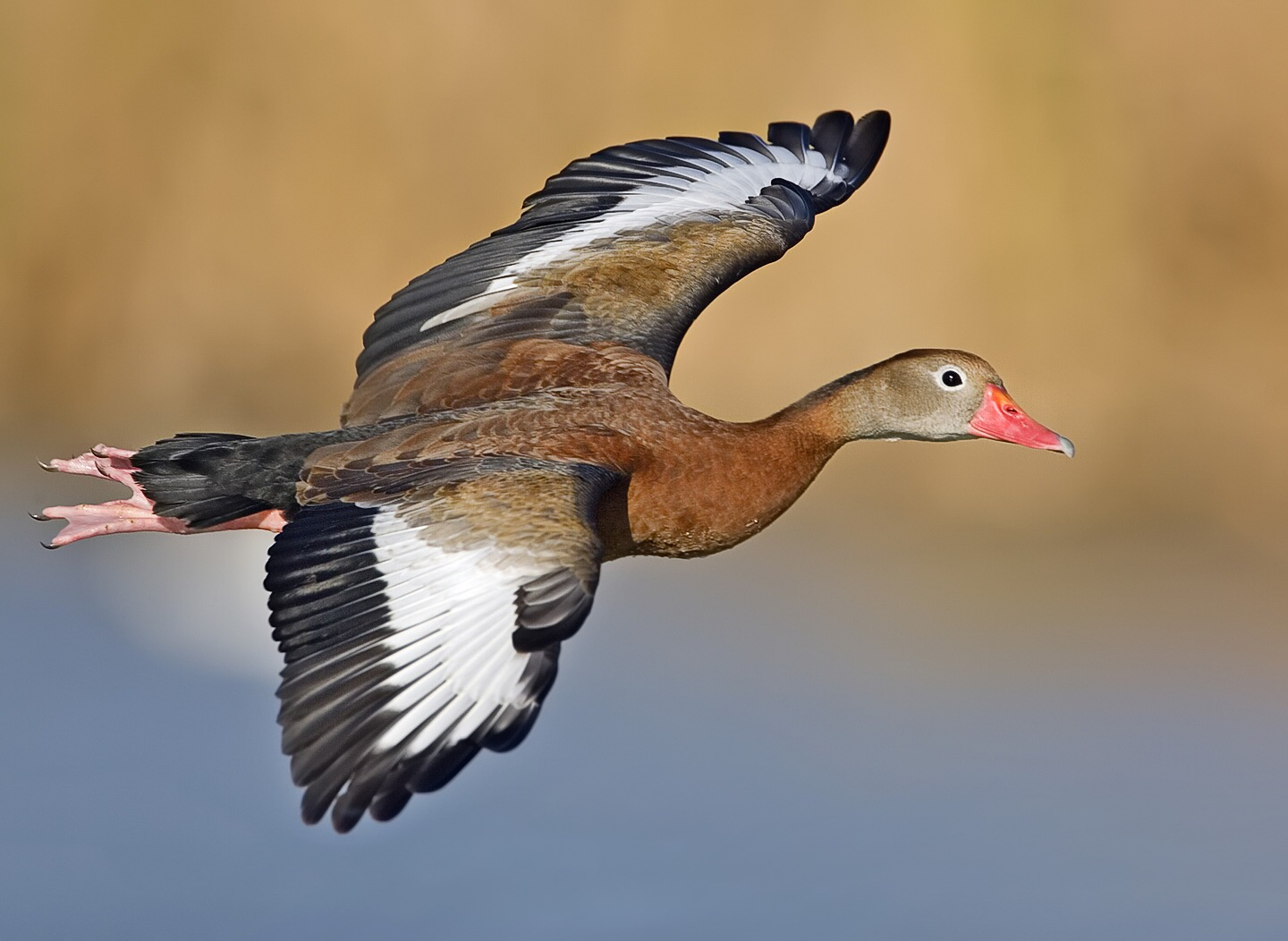
Suirirí piquirrojo (Dendrocygna autumnalis).

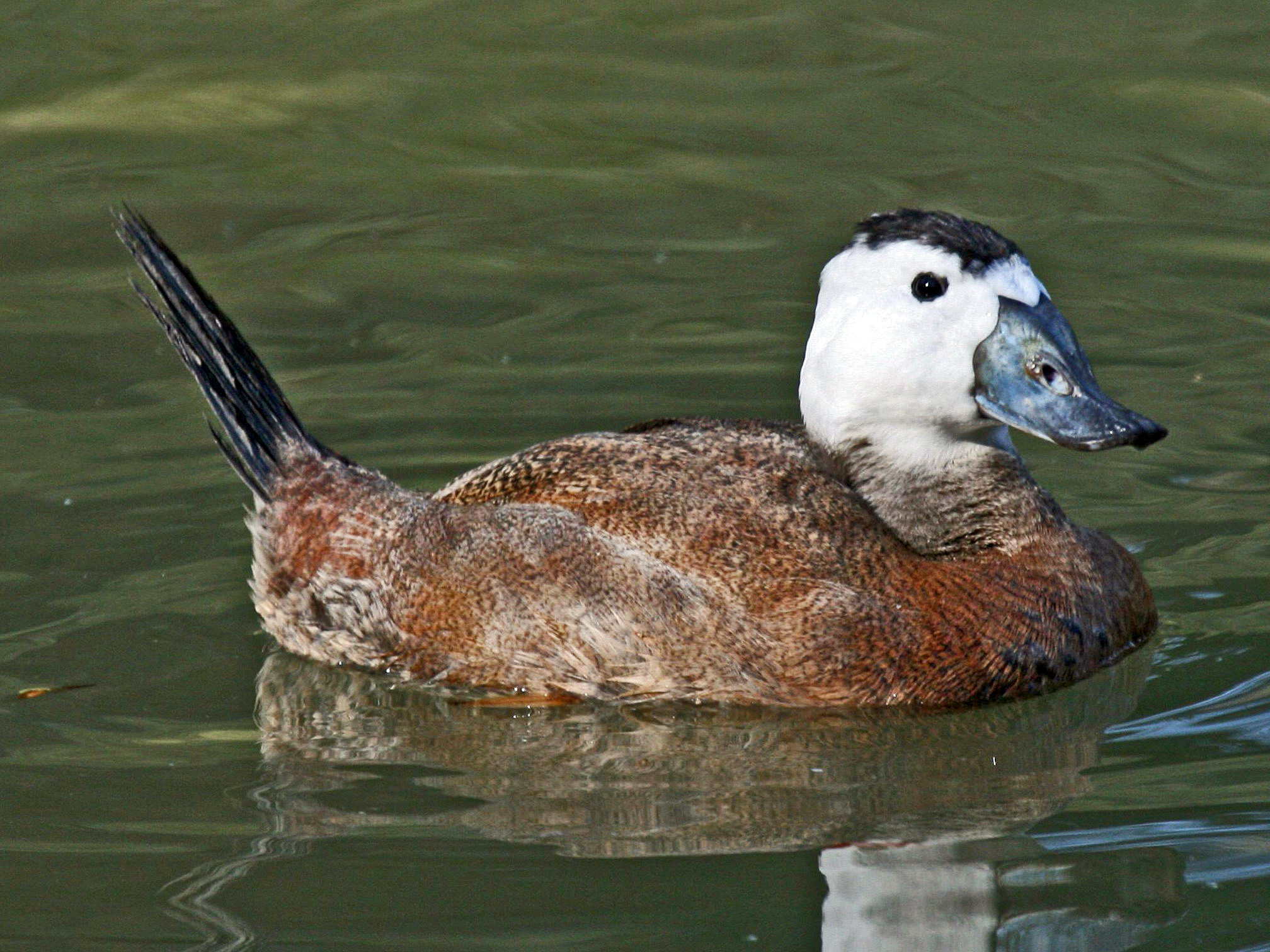
Malvasía cabeciblanca (Oxyura leucocephala).

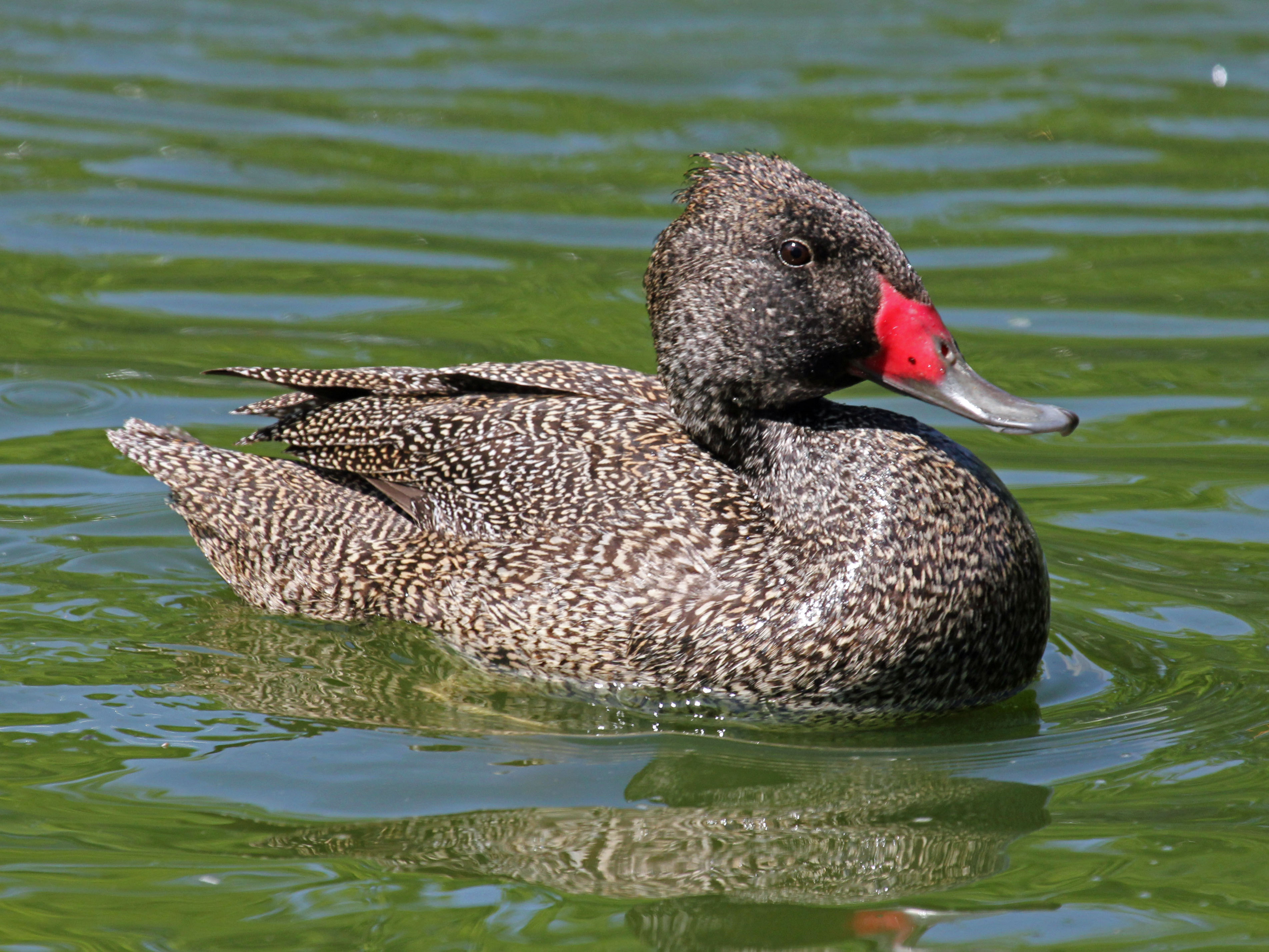
Pato pecoso (Stictonetta naevosa).

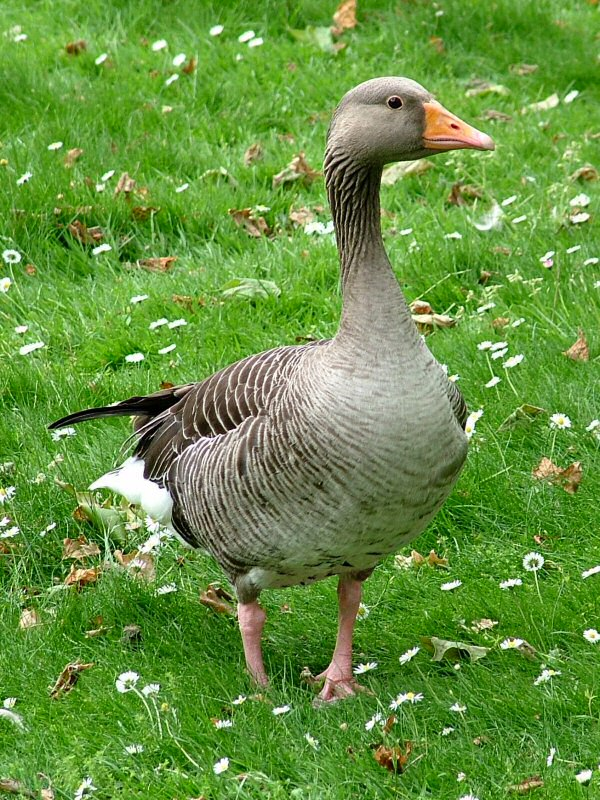
El ganso común (Anser anser) es el antepasado salvaje de las ocas domésticas.

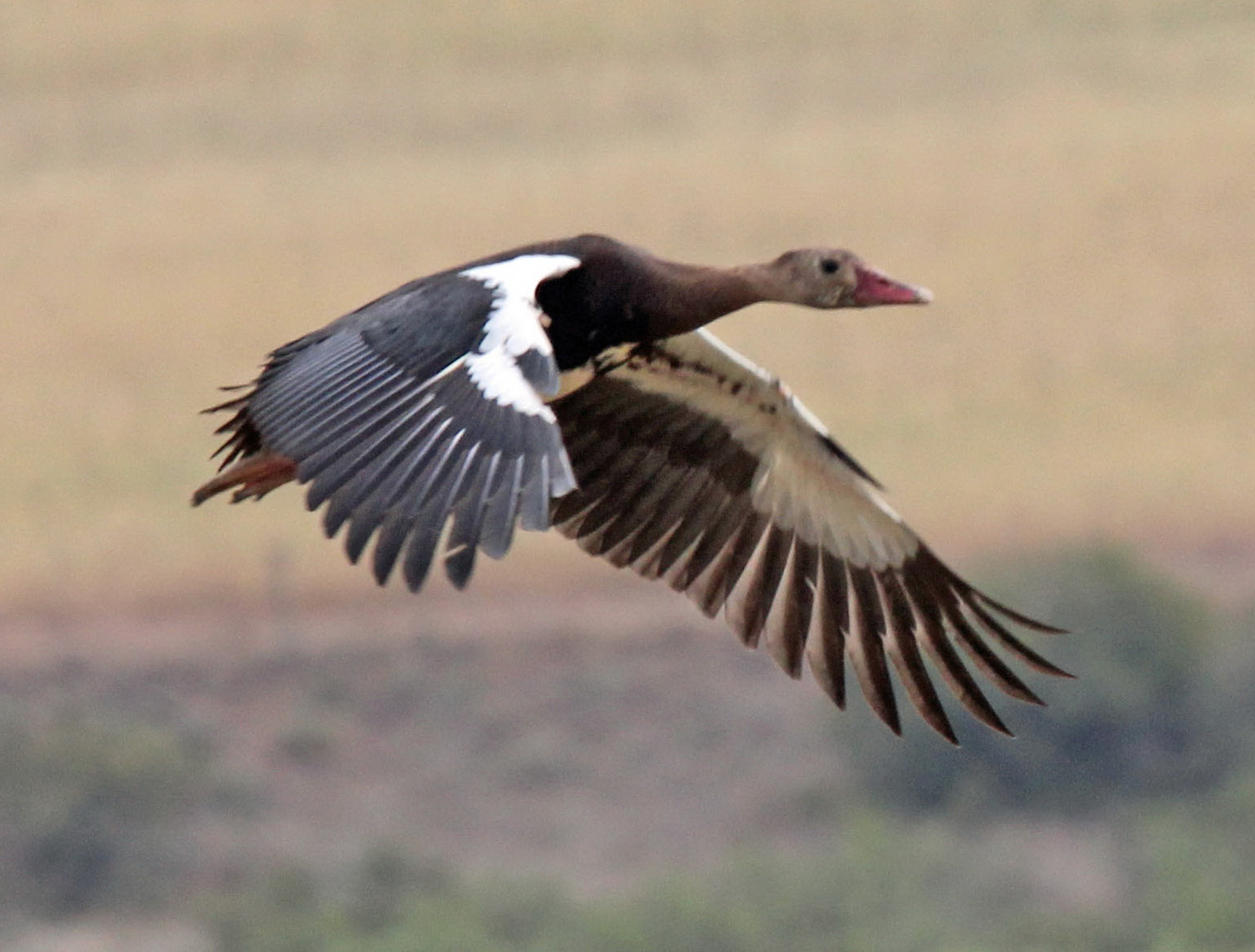
Ganso espolonado (Plectropterus gambensis).

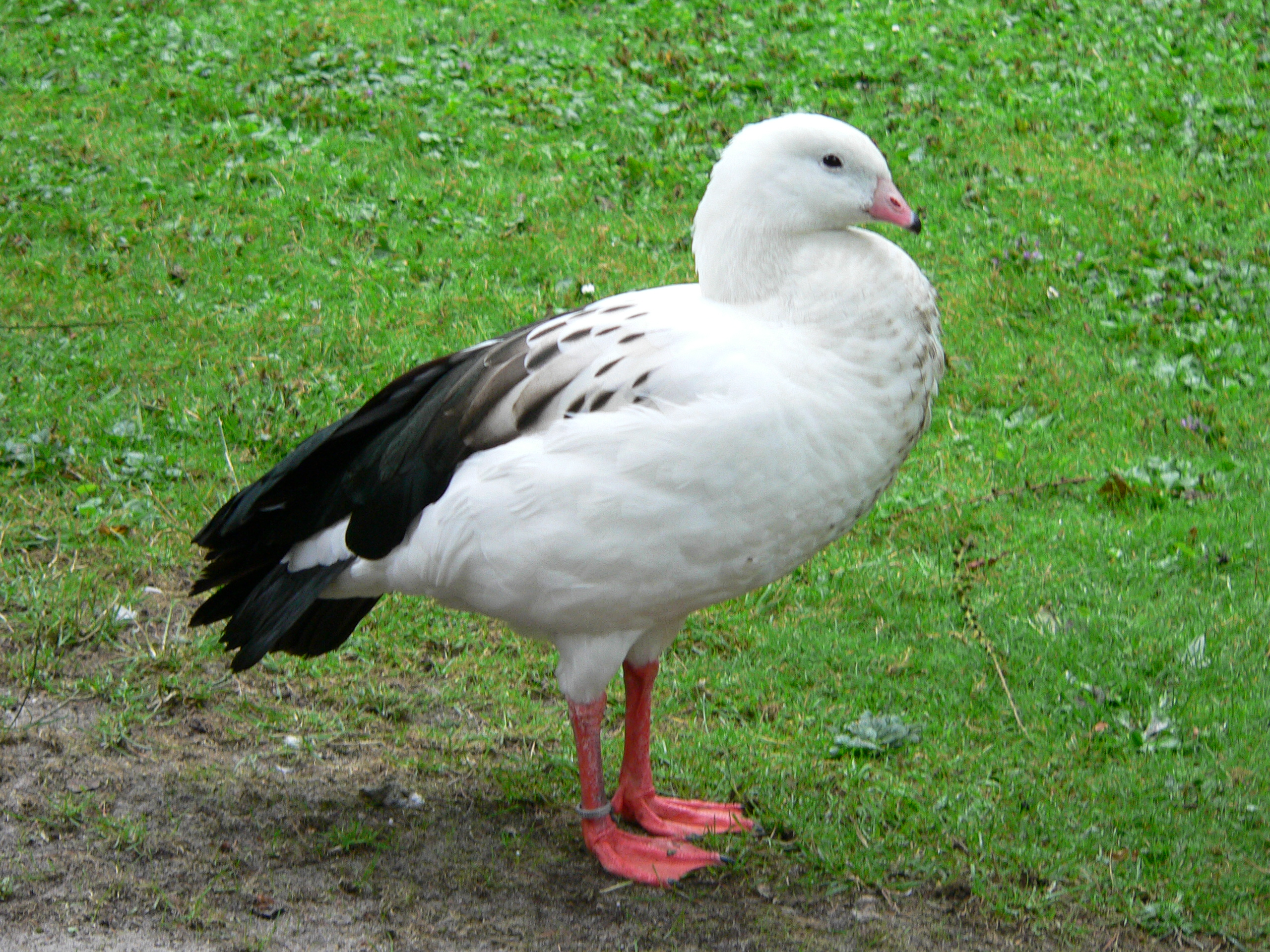
Cauquén guayata (Chloephaga melanoptera).

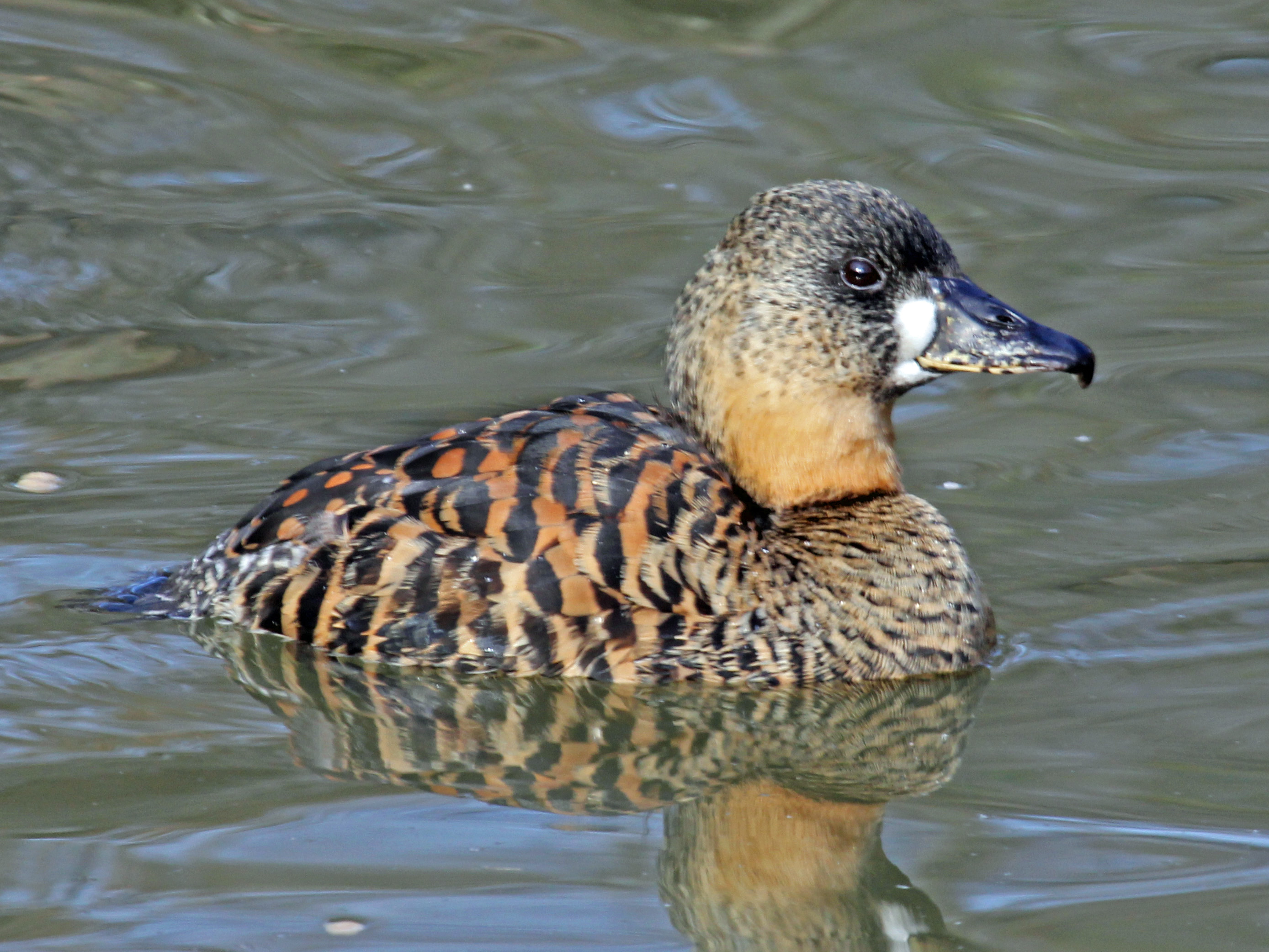
Pato dorsiblanco (Thalassornis leuconotus).

### Anatinae: patos típicos
Comprende entre once y dieciocho géneros, con más de setenta especies vivientes. Son los ánades propiamente dichos; debe evitarse confundir a esta subfamilia con la totalidad de la familia Anatidae. La subfamilia Anatinae contiene tres grupos de patos: el grupo de los patos de superficie, de distribución mundial, que incluye 8 géneros y aproximadamente 55 especies vivientes; el grupo de los patos zambullidores, de distribución mundial, que consta de 16 especies, en 3 géneros; y el grupo de los moa-nalos, que comprende tres géneros conocidos y cuatro especies conocidas, todas extintas.
- Aix (2 especies)
- Amazonetta (monotípico; Amazonetta brasiliensis, pato brasileño)
- Anas (39 especies)
- Asarcornis
- Aythya (porrones: 12 especies)
- Cairina
- Callonetta (monotípico; Callonetta leucophrys, pato de collar)
- Chenonetta (monotípico; Chenonetta jubata, pato de crin)
- Lophonetta
- Malacorhynchus (una especie extinta; y una especie viva: Malacorhynchus membranaceus, pato pachón)
- Marmaronetta (monotípico; Marmaronetta angustirostris, cerceta pardilla)
- Netta (3 especies vivas)
- Nettapus
- Pteronetta
- Rhodonessa †
- Salvadorina
- Speculanas

### Anserinae: cisnes y gansos
Comprende de cinco a siete géneros, con veintesiete especies vivientes, solo en regiones calurosas o templadas del hemisferio norte, y algunas especies en el hemisferio sur, con dos o tres géneros de cisnes y barnaclas, y cuatro géneros de gansos (en algunos casos tres géneros, según autores).
- Anser (gansos; 8 especies)
- Branta (barnaclas; 8 especies vivientes)
- Cereopsis (monotípico; Cereopsis novaehollandiae, ganso ceniciento; algunos lo incluyen en Tadorninae)[cita requerida]
- Chen (gansos blancos; 3 especies)
- Cnemiornis † (gansos de Nueva Zelanda; 2 especies extintas)
- Coscoroba (monotípico; Coscoroba coscoroba, cisne coscoroba)
- Cygnus (cisnes; 7 especies)

### Dendrocygninae: patos silbadores, suirirís o yaguasas
Comprende un solo género, con ocho especies.
- Dendrocygna.

### Merginae: serretas y afines
Comprende diez géneros, con veinte especies. La mayoría de las especies, aunque no todas, son esencialmente marinas fuera de la estación reproductiva.
- Bucephala (porrones; 3 especies vivas)
- Camptorhynchus †
- Clangula
- Histrionicus (monotípico; Histrionicus histrionicus, pato arlequín)
- Lophodytes (monotípico; Lophodytes cucullatus, pato de cresta)
- Melanitta
- Mergellus (monotípico; Mergellus albellus, serreta chica)
- Mergus (serretas; 4 especies vivas)
- Polysticta
- Somateria (eideres; 3 especies)

### Oxyurinae: patos zambullidores o patos de cola dura
Comprende cuatro géneros, tres de ellos monotípicos, con un total de ocho especies vivientes.
- Biziura (monotípico; Biziura lobata, pato almizclero)
- Heteronetta (monotípico; Heteronetta atricapilla, pato de cabeza negra)
- Nomonyx (monotípico; Nomonyx dominicus, pato enmascarado)
- Oxyura (5 especies)

### Plectropterinae
Comprende un solo género, con una sola especie: el ganso con espolones, de África.
- Plectropterus (monotípico; Plectropterus gambensis, ganso con espolones; algunos lo incluyen en Tadorninae)

### Stictonettinae
Comprende un solo género, con una sola especie: el pato pecoso, de Australia.
- Stictonetta (monotípico; Stictonetta naevosa, pato pecoso)

### Tadorninae: tarros, cauquenes y afines
Esta subfamilia es grande, con especies semiterrestres y acuáticas, intermedias entre Anatinae y Anserinae. Recientemente una revisión incluyó diez géneros y veintitrés especies vivientes (una probablemente extinta) en esta subfamilia. Son del hemisferio sur y del hemisferio norte.
- Alopochen (2 o 3 especies extintas, y 1 especie viviente: Alopochen aegyptiacus, ganso egipcio)
- Centrornis † (monotípico; Centrornis majori, tarro de Madagascar, extinto)
- Chloephaga (cauquenes –falsas avutardas– y carancas; 5 especies)
- Cyanochen (monotípico; Cyanochen cyanoptera, ganzo aliazul)
- Hymenolaimus (monotípico; Hymenolaimus malacorhynchus, pato azul)
- Merganetta (monotípico; Merganetta armata, pato de torrente)
- Neochen (monotípico; Neochen jubata, ganso del Orinoco)
- Pachyanas † (monotípico; Pachyanas chathamica, pato de la isla Chatham, extinto)
- Sarkidiornis (monotípico; Sarkidiornis melanotos, pato crestudo)
- Tachyeres (patos vapor; 4 especies)
- Tadorna (tarros; 7 especies, una probablemente extinta)

### Thalassorninae
Comprende un solo género, con una sola especie: el ganso de nuca blanca, de África, más relacionado con la subfamilia Dendrocygninae, con convergencias y similitudes con la subfamilia Oxyurinae.
- Thalassornis (monotípico; Thalassornis leuconotus, ganso de nuca blanca)

## Mitología
La popularidad de los patos también se refleja en numerosos mitos, leyendas y cuentos de hadas. En la mitología celta suele haber cisnes que en realidad son personas encantadas. Un ejemplo de ello son los Hijos de Lir, que deambularon en forma de cisne durante 900 años. El motivo también se retoma en la historia de Lohengrin, donde el cisne es el desaparecido duque de Brabante.
El motivo del cisne también es común en la mitología griega. Zeus, el padre de los dioses, se acercó a Leda en forma de cisne y la embarazó, tras lo cual ella puso dos huevos de los que surgieron cuatro hijos, entre ellos Helena. Otra leyenda habla de Kyknos, el amante de Faetón. Estaba tan desconsolado por la muerte de su amigo que deambuló por las orillas del Eridanus durante años hasta que finalmente fue transportado al cielo como un cisne (constelación de los cisnes).
En el budismo, el pato es visto como un símbolo de la supresión del mal; Esto lo utilizó, entre otros, Hans Gál en su ópera El pato santo. En la cultura china, también se considera un símbolo de la homosexualidad y del pene en algunas partes del país. El pato mandarín, en particular, representa la fidelidad conyugal debido a su estilo de vida claramente monógamo.
Los gansos también se encuentran a menudo en los cuentos. Los más famosos son probablemente los acontecimientos de la conquista celta de Roma (387 a. C.), cuando los gansos parlanchines del Capitolio advirtieron a los ciudadanos de los atacantes. Más recientemente está la historia de Selma Lagerlöf sobre Nils Holgersson y los gansos salvajes.